# Huillania gibbicollis
Huillania gibbicollis es una especie de insecto coleóptero de la familia Chrysomelidae.
Fue descrita científicamente en 1931 por Laboissiere.